# 1350-es évek
Évszázadok: 13. század · 14. század · 15. század
Évtizedek: 1300-as évek · 1310-es évek · 1320-as évek · 1330-as évek · 1340-es évek · 1350-es évek · 1360-as évek · 1370-es évek · 1380-as évek · 1390-es évek · 1400-as évek
Évek: 1350 · 1351 · 1352 · 1353 · 1354 · 1355 · 1356 · 1357 · 1358 · 1359

## A világ vezetői
- I. Lajos magyar király (Magyar Királyság) (1342–1382† )